# Beattie Ramsay
Beattie Ramsay   (Saskatchewan, 11 d'agost de 1895 - Regina, 30 de setembre de 1952) va ser un jugador d'hoquei sobre gel canadenc que va competir durant les dècades de 1910 i 1920. Durant la Primera Guerra Mundial va servir a la Royal Flying Corps a Itàlia.
El 1924 va prendre part en els Jocs Olímpics de Chamonix, on guanyà la medalla d'or en la competició d'hoquei sobre gel. A nivell de clubs va jugar al Toronto Granites. Posteriorment exercí d'entrenador de diversos equips fins a retirar-se el 1936.